# Fase final da Copa Sul-Americana de 2017
A fase final da Copa Sul-Americana de 2017 foi disputada entre 22 de agosto a 13 de dezembro dividida em quatro fases: oitavas de final, quartas de final, semifinal e final.
As equipes disputaram jogos eliminatórios de ida e volta, classificando-se a que somasse o maior número de pontos. Em caso de igualdade em pontos, a regra do gol marcado como visitante seria utilizada para o desempate. Persistindo o empate, a vaga seria definida em disputa por pênaltis.
Nas finais, caso ocorresse igualdade em pontos e no saldo de gols, seria disputada uma prorrogação. Se ainda assim não houvesse definição do campeão, haveria disputa por pênaltis.

## Oitavas de final
| Chave | Equipe 1         | Total    | Equipe 2               | Ida | Volta |
| ----- | ---------------- | -------- | ---------------------- | --- | ----- |
| A     | Corinthians      | 1–1 (gf) | Racing                 | 1–1 | 0–0   |
| B     | Cerro Porteño    | 1–3      | Junior de Barranquilla | 0–0 | 1–3   |
| C     | Chapecoense      | 0–4      | Flamengo               | 0–0 | 0–4   |
| D     | Nacional         | 2–0      | Estudiantes            | 1–0 | 1–0   |
| E     | Atlético Tucumán | 1–2      | Independiente          | 1–0 | 0–2   |
| F     | Fluminense       | 2–2 (gf) | LDU Quito              | 1–0 | 1–2   |
| G     | Sport            | 3–2      | Ponte Preta            | 3–1 | 0–1   |
| H     | Libertad         | 2–1      | Santa Fe               | 1–0 | 1–1   |

### Chave A
| 13 de setembro | Corinthians | 1 – 1     | Racing       | Arena Corinthians, São Paulo                                |
| 21:45 (UTC−3)  | Maycon 29'  | Relatório | Triverio 73' | Público: 25 451[carece de fontes?] Árbitro: PAR Éber Aquino |

| 20 de setembro | Racing | 0 – 0     | Corinthians | Estádio El Cilindro, Avellaneda                                 |
| 21:45 (UTC−3)  |        | Relatório |             | Público: 24 000[carece de fontes?] Árbitro: URU Leodán González |

### Chave B
| 12 de setembro | Cerro Porteño | 0 – 0     | Junior de Barranquilla | Estádio General Pablo Rojas, Assunção                           |
| 20:45 (UTC−4)  |               | Relatório |                        | Público: 28 000[carece de fontes?] Árbitro: BRA Ricardo Marques |

| 19 de setembro | Junior de Barranquilla                  | 3 – 1     | Cerro Porteño | Estádio Metropolitano, Barranquilla                           |
| 19:45 (UTC−5)  | Díaz 40' · T. Gutiérrez 51' · Chará 80' | Relatório | Ruíz 90+2'    | Público: 30 416[carece de fontes?] Árbitro: ARG Darío Herrera |

### Chave C
| 13 de setembro | Chapecoense | 0 – 0     | Flamengo | Arena Condá, Chapecó                                       |
| 19:15 (UTC−3)  |             | Relatório |          | Público: 9 702[carece de fontes?] Árbitro: BOL Gery Vargas |

| 20 de setembro | Flamengo                                                     | 4 – 0     | Chapecoense | Estádio Ilha do Urubu, Rio de Janeiro                            |
| 19:15 (UTC−3)  | Cuéllar 6' · Willian Arão 21' · Juan 62' · Lucas Paquetá 88' | Relatório |             | Público: 12 039[carece de fontes?] Árbitro: PER Michael Espinoza |

### Chave D
| 23 de agosto  | Nacional      | 1 – 0     | Estudiantes | Estádio Defensores del Chaco, Assunção                          |
| 20:45 (UTC−4) | Caballero 59' | Relatório |             | Público: 8 000[carece de fontes?] Árbitro: COL Wilson Lamouroux |

| 19 de setembro | Estudiantes | 0 – 1     | Nacional    | Estádio Ciudad de La Plata, La Plata                          |
| 19:15 (UTC−3)  |             | Relatório | Jacquet 64' | Público: 35 000[carece de fontes?] Árbitro: BRA Raphael Claus |

### Chave E
| 22 de agosto  | Atlético Tucumán | 1 – 0     | Independiente | Estádio José Fierro, San Miguel de Tucumán                       |
| 21:45 (UTC−3) | Rodríguez 42'    | Relatório |               | Público: 30 000[carece de fontes?] Árbitro: BRA Anderson Daronco |

| 12 de setembro | Independiente               | 2 – 0     | Atlético Tucumán | Estádio Libertadores de América, Avellaneda                  |
| 21:45 (UTC−3)  | Fernández 16' · Benítez 82' | Relatório |                  | Público: 30 000[carece de fontes?] Árbitro: URU Andrés Cunha |

### Chave F
| 14 de setembro | Fluminense        | 1 – 0     | LDU Quito | Estádio do Maracanã, Rio de Janeiro                            |
| 19:15 (UTC−3)  | Gustavo Scarpa 6' | Relatório |           | Público: 45 977[carece de fontes?] Árbitro: PAR Julio Quintana |

| 21 de setembro | LDU Quito                 | 2 – 1     | Fluminense | Estádio Casa Blanca, Quito                                         |
| 17:15 (UTC−5)  | Barcos 57' · Cevallos 60' | Relatório | Pedro 86'  | Público: 29 000[carece de fontes?] Árbitro: ARG Fernando Rapallini |

### Chave G
| 13 de setembro | Sport                                      | 3 – 1     | Ponte Preta        | Estádio Ilha do Retiro, Recife                                 |
| 19:15 (UTC−3)  | Ronaldo Alves 7' · Rithely 44' · André 75' | Relatório | Felipe Saraiva 82' | Público: 6 254[carece de fontes?] Árbitro: COL Gustavo Murillo |

| 20 de setembro | Ponte Preta | 1 – 0     | Sport | Estádio Moisés Lucarelli, Campinas                            |
| 19:15 (UTC−3)  | Lucca 16'   | Relatório |       | Público: 3 890[carece de fontes?] Árbitro: ECU Roddy Zambrano |

### Chave H
| 24 de agosto  | Libertad   | 1 – 0     | Santa Fe | Estádio Defensores del Chaco, Assunção |
| 20:45 (UTC−4) | Medina 59' | Relatório |          | Árbitro: ARG Darío Herrera             |

| 14 de setembro | Santa Fe    | 1 – 1     | Libertad       | Estádio El Campín, Bogotá                                  |
| 19:45 (UTC−5)  | Tesillo 87' | Relatório | Ó. Cardozo 25' | Público: 11 578[carece de fontes?] Árbitro: PER Diego Haro |

## Quartas de final
| Chave | Equipe 1   | Total | Equipe 2               | Ida | Volta |
| ----- | ---------- | ----- | ---------------------- | --- | ----- |
| S1    | Libertad   | 1–0   | Racing                 | 1–0 | 0–0   |
| S2    | Sport      | 0–2   | Junior de Barranquilla | 0–2 | 0–0   |
| S3    | Fluminense | 3–4   | Flamengo               | 0–1 | 3–3   |
| S4    | Nacional   | 1–6   | Independiente          | 1–4 | 0–2   |

### Chave S1
| 24 de outubro | Libertad    | 1 – 0     | Racing | Estádio Defensores del Chaco, Assunção                        |
| 21:45 (UTC−3) | Salcedo 25' | Relatório |        | Público: 10 000[carece de fontes?] Árbitro: BRA Raphael Claus |

| 1 de novembro | Racing | 0 – 0     | Libertad | Estádio El Cilindro, Avellaneda                                  |
| 19:15 (UTC−3) |        | Relatório |          | Público: 28 000[carece de fontes?] Árbitro: BRA Anderson Daronco |

### Chave S2
| 26 de outubro | Sport | 0 – 2     | Junior de Barranquilla | Estádio Ilha do Retiro, Recife                                     |
| 20:45 (UTC−3) |       | Relatório | González 70', 85'      | Público: 27 014[carece de fontes?] Árbitro: ARG Fernando Rapallini |

| 2 de novembro | Junior de Barranquilla | 0 – 0     | Sport | Estádio Metropolitano, Barranquilla                              |
| 19:45 (UTC−5) |                        | Relatório |       | Público: 31 464[carece de fontes?] Árbitro: URU Daniel Fedorczuk |

### Chave S3
| 25 de outubro | Fluminense | 0 – 1     | Flamengo    | Estádio do Maracanã, Rio de Janeiro                                 |
| 21:45 (UTC−2) |            | Relatório | Éverton 26' | Público: 30 945[carece de fontes?] Árbitro: PAR Mario Díaz de Vivar |

| 1 de novembro | Flamengo                                       | 3 – 3     | Fluminense                        | Estádio do Maracanã, Rio de Janeiro                              |
| 21:45 (UTC−2) | Diego 9' · Felipe Vizeu 67' · Willian Arão 83' | Relatório | Lucas 2' · Renato Chaves 40', 54' | Público: 41 087[carece de fontes?] Árbitro: ARG Patricio Loustau |

### Chave S4
| 25 de outubro | Nacional      | 1 – 4     | Independiente                                  | Estádio Defensores del Chaco, Assunção                         |
| 19:15 (UTC−3) | Caballero 33' | Relatório | Meza 27' · Fernández 48', 70' · Albertengo 76' | Público: 7 000[carece de fontes?] Árbitro: URU Leodán González |

| 2 de novembro | Independiente               | 2 – 0     | Nacional | Estádio Libertadores de América, Avellaneda                    |
| 19:15 (UTC−3) | Martínez 51' · Giglotti 66' | Relatório |          | Público: 28 000[carece de fontes?] Árbitro: ECU Roddy Zambrano |

## Semifinais
| Chave | Equipe 1 | Total | Equipe 2               | Ida | Volta |
| ----- | -------- | ----- | ---------------------- | --- | ----- |
| F1    | Libertad | 2–3   | Independiente          | 1–0 | 1–3   |
| F2    | Flamengo | 4–1   | Junior de Barranquilla | 2–1 | 2–0   |

### Chave F1
| 21 de novembro | Libertad      | 1 – 0     | Independiente | Estádio Defensores del Chaco, Assunção                          |
| 21:15 (UTC−3)  | Ó. Cardozo 1' | Relatório |               | Público: 12 000[carece de fontes?] Árbitro: PER Víctor Carrillo |

| 28 de novembro | Independiente                       | 3 – 1     | Libertad           | Estádio Libertadores de América, Avellaneda                    |
| 21:15 (UTC−3)  | Barco 16' (pen) · Giglotti 18', 30' | Relatório | Cardozo Lucena 24' | Público: 45 000[carece de fontes?] Árbitro: ECU Roddy Zambrano |

### Chave F2
| 23 de novembro | Flamengo                    | 2 – 1     | Junior de Barranquilla | Estádio do Maracanã, Rio de Janeiro      |
| 21:45 (UTC−2)  | Juan 76' · Felipe Vizeu 81' | Relatório | T. Gutiérrez 20'       | Público: 41 804 Árbitro: VEN José Argote |

| 30 de novembro | Junior de Barranquilla | 0 – 2     | Flamengo                | Estádio Metropolitano, Barranquilla                           |
| 19:30 (UTC−5)  |                        | Relatório | Felipe Vizeu 51', 90+1' | Público: 38 454[carece de fontes?] Árbitro: CHI Roberto Tobar |

## Final
O campeão teve o direito de participar da Copa Libertadores da América de 2018, além de disputar a Recopa Sul-Americana e a Copa Suruga Bank do ano seguinte.
| 6 de dezembro | Independiente           | 2 – 1     | Flamengo | Estádio Libertadores de América, Avellaneda                         |
| 20:45 (UTC−3) | Giglotti 28' · Meza 52' | Relatório | Réver 8' | Público: 50 000[carece de fontes?] Árbitro: PAR Mario Díaz de Vivar |

| 13 de dezembro | Flamengo          | 1 – 1     | Independiente   | Estádio do Maracanã, Rio de Janeiro        |
| 21:45 (UTC−2)  | Lucas Paquetá 29' | Relatório | Barco 39' (pen) | Público: 62 567 Árbitro: COL Wilmar Roldán |